# هیزل گودمن
هِـیزِل گودمن (انگلیسی: Hazelle Goodman؛ زادهٔ ۱۶ فوریهٔ ۱۹۵۹) بازیگر اهل ترینیداد و توباگو است. وی از سال ۱۹۹۱ میلادی تاکنون مشغول فعالیت بوده‌است.
از فیلم‌ها یا برنامه‌های تلویزیونی که وی در آن نقش داشته است، می‌توان به هری ساختارشکن، هانیبال، مخمصه، قهوه چینی، فوق‌العاده بلند و بیش از حد نزدیک و نظم و قانون اشاره کرد.